# Rolla (Noorwegen)
Rolla (Noord-Samisch:Rálli) is een eiland in de provincie Troms in Noorwegen. Het eiland was tot 1964 een zelfstandige gemeente en maakt sindsdien deel uit van de gemeente Ibestad. Het is door de Ibestadtunnel verbonden met het buureiland Andørja.